# Summer Sanders
Summer Elisabeth Sanders (Roseville, 13 de outubro de 1972) é uma nadadora norte-americana, ganhadora de duas medalhas de ouros em Jogos Olímpicos. Hoje é uma comentarista esportiva e atriz.
Sanders conquistou três medalhas de ouros no Jogos da Boa Vontade de 1990 antes de iniciar sua carreira colegial na Universidade de Stanford. Nos dois anos em Stanford, ela obteve seis títulos individuais na NCAA, e o prêmio de "Nadadora do Ano".
Nos Jogos Olímpicos de Barcelona em 1992, ganhou o ouro nos 200 metros borboleta e nos 4x100 metros medley. Ela também ganhou prata nos 200 metros medley e medalha de bronze nos 400 metros medley. Suas performances individuais em Barcelona foram idênticas às do ano anterior, no Mundial de 1991 em Perth (Austrália Ocidental). Aposentou-se após as Olimpíadas de Barcelona. Depois tentou qualificar-se para Atlanta 1996 mas falhou.
Como comentarista esportiva, ela fez muitas séries televisivas. Ela também apareceu como atriz em dois filmes: Broken Record (1997) e Jerry Maguire (1996).
Foi apresentadora do programa Figure It Out em 1997 á 1999.
Sanders é atualmente uma embaixadora da UNICEF dos Estados Unidos.